# Rorschwihr
Rorschwihr é uma comuna francesa na região administrativa de Grande Leste, no departamento Alto Reno. Estende-se por uma área de 2,46 km². Em 2010 a comuna tinha 375 habitantes (densidade: 152,4 hab./km²).